# Claressa Shields
Claressa Shields (ur. 17 marca 1995 we Flint) – amerykańska pięściarka, mistrzyni olimpijska w wadze średniej (75 kg).
Shields na mistrzostwach świata zadebiutowała w 2012 roku w Qinhuangdao. Odpadła wówczas w 1/16 finału kategorii średniej, przegrywając z późniejszą mistrzynią, Angielką Savannah Marshall. Również w 2012 roku, na igrzyskach olimpijskich w Londynie, gdzie kobiece konkurencje bokserskie miały swój debiut, zdobyła złoty medal w tej samej kategorii. W drodze po tytuł pokonała kolejno Szwedkę Annę Laurell, Kazaszkę Marinę Wolnową i Rosjankę Nadieżdę Torłopową.
W 2015 została mistrzynią igrzysk panamerykańskich.